# Talaus xiphosus
Talaus xiphosus là một loài nhện trong họ Thomisidae.
Loài này thuộc chi Talaus. Talaus xiphosus được miêu tả năm 2007 bởi Zhu & Ono.